# Rupert Reid
Rupert Reid (Canberra, 1975) è un attore australiano.

## Biografia
È noto principalmente per le serie televisive Heartbreak High e Blue Heelers - Poliziotti con il cuore. Nel 2003 ha interpretato il luogotenente Lock's negli ultimi due film della trilogia Matrix: Matrix Reloaded e Matrix Revolutions.

## Filmografia parziale

### Attore
- Heartbreak High – serie TV, 27 episodi (1995-1997)
- Water Rats – serie TV, 1 episodio (1997)
- Meteorites! (1998) – film TV
- The Sugar Factory (1998)
- Kick (film 1999) (1999)
- Blue Heelers - Poliziotti con il cuore (Blue Heelers) – serie TV, 15 episodi (1999-2001)
- The Extreme Team (2003)
- White Collar Blue – serie TV, 5 episodi (2003)
- Matrix Reloaded (The Matrix Reloaded), regia di Andy Wachowski e Larry Wachowski (2003)
- Matrix Revolutions (The Matrix Revolutions), regia di Andy Wachowski e Larry Wachowski (2003)
- Soar (2004)
- The Mystery of Natalie Wood – film TV (2005)
- Small Claims: White Wedding – film TV (2005)
- Another Earth, regia di Mike Cahill (2011)

### Videogiochi
- Enter the Matrix (2003) – voce di luogotenente Lock's

### Doppiatori italiani
- Vladimiro Conti in Another Earth